# Tetrakis(hydroxymethyl)fosfoniumchlorid
Tetrakis(hydroxymethyl)fosfoniumchlorid (zkráceně THPC) je organická sloučenina, derivát fosfanu se vzorcem [P(CH2OH)4]Cl. Atom fosforu v kationtu P(CH2OH) +
4  je čtyřvazný, jak je tomu i u jiných fosfoniových sloučenin. Používá se jako na výrobu zpomalovačů hoření a jako mikrobiocidní látka.

## Výroba a reakce
THPC se vyrábí reakcí fosfanu s formaldehydem za přítomnosti kyseliny chlorovodíkové.
PH3 + 4 H2C=O + HCl → [P(CH2OH)4]Cl
Používá se na přípravu tris(hydroxymethyl)fosfinu reakcí s vodným roztokem hydroxidu sodného.
[P(CH2OH)4]Cl + NaOH → P(CH2OH)3 + H2O + H2C=O + NaCl

## Použití v textilním průmyslu
THPC má využití při výrobě textilních materiálů, kde je surovinou na výrobu zpomalovačů hoření a látek zvyšujících odolnost vůči pomačkání.
Povrch odolný vůči hoření lze vyrobit reakcí THPC s močovinou, která kondenzuje s hydroxymethylovými skupinami THPC. Fosfoniový ion se přitom přeměňuje na fosfinoxid.
[P(CH2OH)4]Cl + NH2CONH2 → (HOCH2)2POCH2NHCONH2 + HCl + HCHO + H2 + H2O
Reakce probíhá rychle a vznikají při ní nerozpustné polymery s vysokou molekulovou hmotností. Tento produkt se nanese na textilní materiál a následně za účelem získání odolnosti vůči hoření nechá zreagovat s vodným roztokem amoniaku.
THPC může kondenzovat i s jinými monomery než je močovina, jako jsou aminy, fenoly a polybazické kyseliny a jejich anhydridy.

## Použití tris(hydroxymethyl)fosfinu
Tris(hydroxymethyl)fosfin, získávaný z tetrakis(hydroxymethyl)fosfoniumchloridu, je meziproduktem při přípravě ve vodě rozpustného ligandu 1,3,5-triaza-7-fosfaadamantanu (PTA). Příslušná přeměna se provádí reakcí tris(hydroxymethyl)fosfinu s hexamethylentetraminem a formaldehydem.
Tris(hydroxymethyl)fosfin lze také použít na přípravu heterocyklické sloučeniny N-boc-3-pyrrolinu za přítomnosti Grubbsova katalyzátoru (bis(tricyklohexylfosfin)benzylidinrutheniumdichloridu). N-boc-Diallylamin se nejprve působením Grubbsova katalyzátoru přemění na tris(hydroxymethyl)fosfin, z něhož cyklizací a odštěpením ethenu vznikne N-boc-3-pyrrolin.
Hydroxymethylové skupiny THPC lze odstranit reakcemi s α,β-nenasycenými nitrily, kyselinami, amidy nebo epoxidy, například reakcí s akrylamidem v zásaditém prostředí (Z = CONH2):
[P(CH2OH)4]Cl + NaOH + 3CH2=CHZ → P(CH2CH2Z)3 + 4CH2O + H2O + NaCl
Podobně reaguje THPC s kyselinou akrylovou, v tomto případě je však odstraněna pouze jedna hydroxymethylová skupina.